# Nobeoka
Nobeoka (jap. 延岡市, -shi) ist eine japanische Stadt in der Präfektur Miyazaki auf der südjapanischen Insel Kyūshū.

## Geographie
Nobeoka liegt nördlich von Miyazaki und Hyuga, sowie südlich von Ōita. Im Westen der Stadt befindet sich der bei Touristen beliebte Ort Takachiho, welcher von Nobeoka aus in weniger als einer Stunde zu erreichen ist.
Durch Nobeoka fließen mehrere Flüsse (unter anderem der Gokase-gawa, der Oose-gawa), welche zum Charakter einer "Wasserstadt" beitragen. Zudem liegt die Stadt direkt am Pazifischen Ozean.
Im Osten der Stadt beginnt der Nippō-Küsten-Quasinationalpark und erstreckt sich bis zur Riasküste am Pazifischen Ozean. Der Park umfasst auch das Küstengebiet, in dem sich die landesweit größte Ausdehnung an Osuribachi-Korallen befindet. Ein weiterer Teil des Quasinationalparks ist der Shimo-Aso-Strand, welcher von japanischen Umweltministerium als schönster Strand der Insel Kyushus ausgezeichnet wurde.
Im Westen beginnt mit den Bergen Mukabaki und Okue die gewaltige Bergkette des Sobokatamuki-Quasinationalparks, der vor allem aus steilen Berghängen und tiefen Tälern besteht. Ähnliche Bergketten, die kaum von Menschenhand verändert sind, lassen sich an andern Orten heutzutage kaum noch finden. Durch die seltene Flora und Fauna der Gegend ist der Quasinationalpark momentan ein Anwärter auf einen Platz auf der UNESCO Eco-Park Liste.

## Geschichte
Bis ins Mittelalter herrschte in Nobeoka die Agata-Sippe, welche jedoch 1578 auf Anweisung von Ōtomo Sōrin ausgerottet wurde. (Während Toyotomi Hideyoshis Feldzug gegen Shimazu im Jahr 1587 wurden dem Nobeoka-Klan (früher Hyuga-Agata-Klan) durch Takahashi Mototane mit 503.000 koku besiegelt. Von 1601 bis Herbst 1603 wurde die Burg Agata (Burg Nobeoka) errichtet und die Stadt neuzeitliche Burgstadt in Stadtteile eingeteilt.)
Mit dem Beginn der Meiji-Zeit und der Gründung der Präfektur Miyazaki und der Festlegung der Stadt Miyazaki als Präfekturhauptstadt wurde Nobeoka zur von ihr weitentferntesten alteingesessenen Burgstadt der Präfektur. Zu dieser Zeit hatten insbesondere ehemalige Samuraifamilien, wie die Naito oder die Kobayashi, großen Einfluss auf die Modernisierung Nobeokas.
Durch die Eröffnung einer Fabrik der von Noguchi Shitagau gegründeten Firma Nichitsu (Düngerstoff) in Nobeoka 1923, konnte sich die Stadt zur führenden Industriestadt der Präfektur entwickeln. 1933 wurde Nobeoka als Stadt durch eine Zusammenlegung von mehreren Orten offiziell gegründet. Durch die Gründung weiterer Fabriken von Nichitsu in den 1930er Jahren stieg die Bevölkerungszahl bis 1939 auf 91000 Personen an und Nobeoka wurde zur größten Stadt der Präfektur Miyazaki.
Die industrielle Neuorganisation nach dem Ende des Zweiten Weltkriegs löste den Nichitsu-Konzern auf und die Fabriken in Nobeoka wurden von Asahi Kasei weitergeführt.

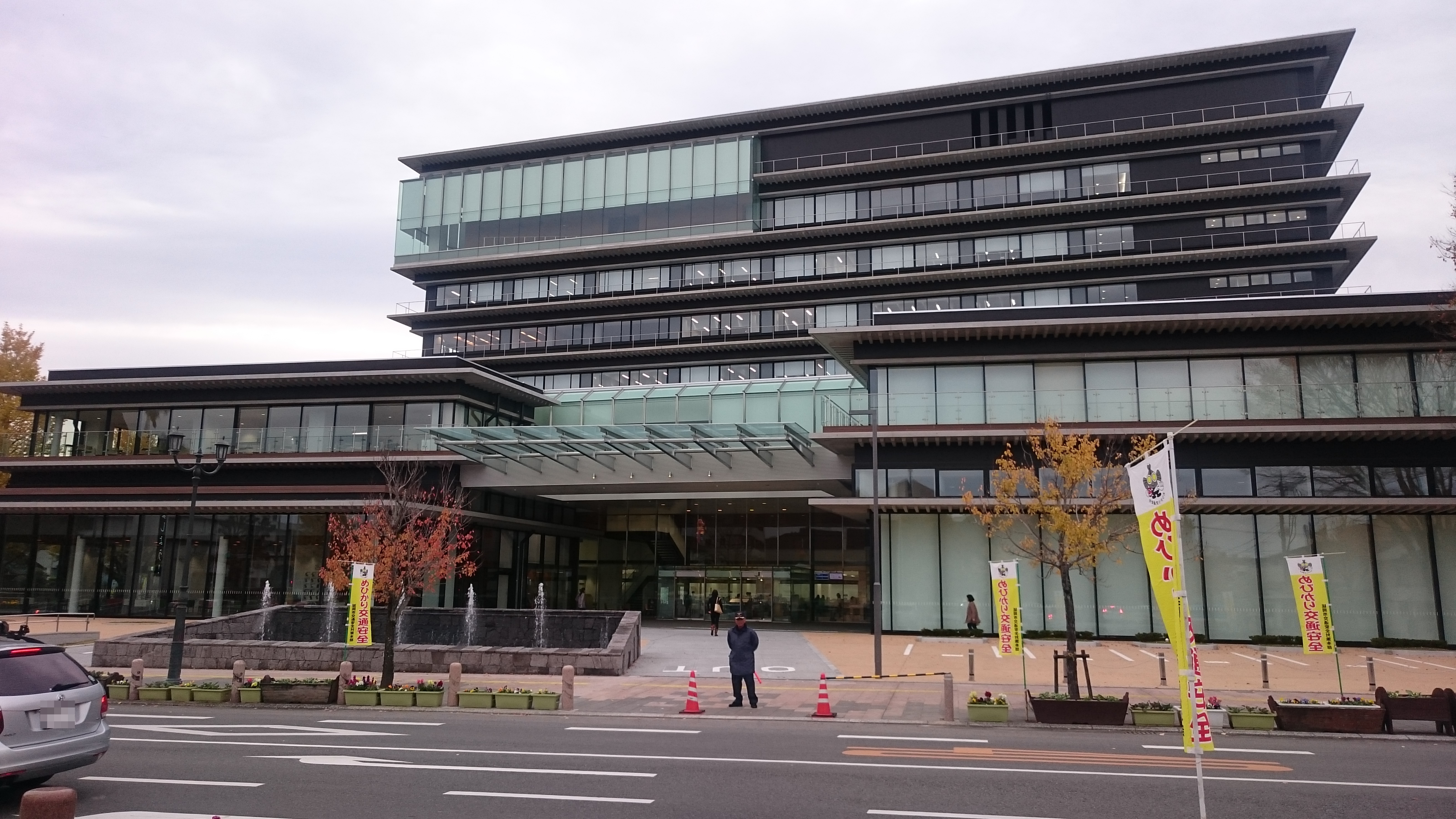
Rathaus von Nobeoka (neues Regierungsgebäude)

Durch die Fertigstellung einer Schnellstraße, welche Nobeoka mit allen wichtigen Städten zwischen Miyazaki und Oita verbindet, wurde der Beginn einer engeren Zusammenarbeit der Städte in den letzten Jahren möglich.

## Klima
Das Klima in Nobeoka ist im Sommer warm und trocken (über 30 °C warm) und kühl im Winter (um den Gefrierpunkt 0 °C). Im Winter kann es Schneefälle geben, welche aber aufgrund des Küstenklimas nicht regelmäßig sind.

## Wirtschaft
Als Industriestadt hat Nobeoka eine enge Verknüpfung zu den Nachbarorten Kadogawa und Hyuga.
Als Gründungsort der Asahi Kasei Gruppe, welche Synthetik- und Industriefasern herstellt, ist Nobeoka bis heute einer der wichtigsten Fabrikstandorte der Firma, welche das wirtschaftliche Zentrum der Arbeiterstadt bildet. Zudem sind viele der restlichen Firmen der Stadt Nobeoka im Zusammenhang zu Asahi Kasei entstanden.

## Tourismus
- Imayama Daishi Statue
- Imayama Hachiman Schrein
- Shiroyama Park rund um die Ruine der Burg Nobeoka (welcher zu den 100 bedeutendsten geschichtlichen Parks gezählt wird)
- Naito Gedenkstätte
- Iwakuma Damm
- Minakata Grabhügelgruppe
- Historisches Schlachtfeld Wadagoe
- Berg Mukabaki und Wasserfall Mukabaki (einer der 100 schönsten Wasserfälle in Japan)
- Berg Atago (welcher u. a. einen der 100 schönsten Ausblicke bei Nacht in Japan bietet)
- Hourigawa Schucht (eine der schönsten bis ins 21. Jahrhundert vorhandenen Plätze in Japans Natur)
- Moriya Wasserfall
- Kaorihana Tal mit Kannon Wasserfall
- Kurouchi Wasserfall
- Berg Okue
- Shimaura Insel
- Minami Kitaura Küste (im Nippō Kaigan Quasi-National Park)
- Botanischer Garten Nobeoka

### Veranstaltungen
- Nobeoka „Hanamonogatari“ (Blumen Geschichte), „Kono Hana Walk“
- Nobeoka Tengaichi Takigi Noh Theater
- „Ayu yana“, Ayu-Fischfang

Jedes Jahr im Herbst werden im Fluss Gokase, der durch das Stadtzentrum fließt, Ayu Fische nach 300-jähriger Tradition gefangen. In der Umgebung des Flusses ist zu dieser Zeit der Duft gebratener Ayu zu riechen. Das Ayu-Fischen in Nobeoka wird vom japanischen Umweltministerium als eine von 100 Szenen, die man in Japan gesehen haben sollte, gezählt.

### Sport
Kanu, Tauchen, Schnorcheln und mehr ist möglich.

## Lokale Spezialitäten
- Chicken Nanban
- Ise Ebi
- Karamen (scharfe Nudeln)
- Miyazaki Hideji Bier
- Sato Shochu
- Sentoku Shuzo[5]

## Verkehr
Die Nippo-Eisenbahn-Hauptlinie verläuft durch Nobeoka und hält an mehreren Bahnhöfen, von denen die Nobeoka Station die größte ist. Ein Expresszug, der auch zum Flughafen Miyazaki fährt, hält am Bahnhof Nobeoka sowie am Bahnhof Minami-Nobeoka (Südbahnhof) und braucht ca. 70 Minuten zum Flughafen. Bis zur Stadt Oita dauert es rund 2 Stunden.
In der Stadt verkehren Busse der Miyazaki-Verkehrsgesellschaft.
Eine Schnellstraße verbindet Nobeoka seit kurzem mit den wichtigsten Städten der Präfektur. Seit 2015 ist die Schnellstraße bis nach Oita verbunden worden und seit 2016 kann sie bis Kitakyushu genutzt werden. Bis Miyazaki dauert es nun mit dem Auto rund 1 Stunde 25 Minuten, nach Oita rund 1 Stunde 30 Minuten und bis nach Kitakyushu rund 3 Stunden.
- Zug:
  - JR Nippō-Hauptlinie: nach Kokura und Kagoshima

## Söhne und Töchter der Stadt
- Hajime Isogai (1871–1947), Judoka
- Mizuho Fukushima (* 1955), Politikerin
- Takeshi Matsuda (* 1984), Schwimmer
- Shōhei Ōno (* 1992), Judoka

## Angrenzende Städte und Gemeinden
- Präfektur Miyazaki
  - Kadogawa
  - Misato
  - Hinokage
- Präfektur Ōita
  - Saiki